# Huangtang, Ningyuan
Huangtang (kinesiska: 荒塘) är en sockenhuvudort i Kina. Den ligger i provinsen Hunan, i den södra delen av landet, omkring 260 kilometer söder om provinshuvudstaden Changsha. Antalet invånare är 7 690. Befolkningen består av 3 620 kvinnor och 4 070 män. Barn under 15 år utgör 21,0 %, vuxna 15-64 år 69 %, och äldre över 65 år 8,0 %.
Runt Huangtang är det tätbefolkat, med 308 invånare per kvadratkilometer. Närmaste större samhälle är Lixizhen, 16,2 km söder om Huangtang. I omgivningarna runt Huangtang växer i huvudsak blandskog.
Genomsnittlig årsnederbörd är 1 888 millimeter. Den regnigaste månaden är augusti, med i genomsnitt 273 mm nederbörd, och den torraste är oktober, med 37 mm nederbörd.